# Katedrála Samtavisi
Katedrála Samtavisi, též krátce zvaná Samtavisi (gruzínsky: სამთავისის ტაძარი, სამთავისი) je gruzínská pravoslavná katedrála ve stejnojmenné obci Samtavisi, v kraji Vnitřní Kartli, okres Kaspi. Stojí na levém břehu řeky Lechura, 45 km od hlavního města Tbilisi.